# Pastorale samenleving
Een pastorale samenleving is een samenleving waar de meerderheid van de bevolking bestaat uit nomaden die rondtrekken met hun vee. Deze maatschappij ontwikkelde zich naast de agrarische samenleving uit jagerssamenlevingen. 
Een belangrijke factor was hier de domesticatie van het paard. In Afrika ontstond het pastoraal neolithicum in de Sahara toen deze tijdens het Holoceen subpluviaal een aanmerkelijk vochtiger klimaat had. Na het droger worden van de Sahara kwam het Savanne-pastoraal neolithicum in Oost-Afrika op. 
Op de uitgestrekte Euraziatische steppe, waar landbouw niet of nauwelijks mogelijk was, ontstonden de pastorale samenlevingen van de Scythische wereld en later de Hunnen. 
In Amerika konden door het ontbreken van lastdieren pastorale samenlevingen niet ontstaan.

## Strijd
Om het vee te kunnen beschermen tegen roof waren vrijwel alle leden van een nomadenstam bekwaam in de krijgskunst. In gebieden waar nomaden dicht bij agrarische of stedelijke samenlevingen verbleven, konden zij de welvaart van de stedelijke samenleving goedschiks bemachtigen met handel, maar de combinatie van mobiliteit en krijgskunst maakte roof en verovering een zeer geschikt alternatief. Dit bracht een wapenwedloop op gang waarbij steden zich gingen verdedigen tegen deze stammen en tegen elkaar door ommuringen en door een elite van krijgers te onderhouden die zich konden bekwamen in de krijgskunst met superieur brons wapentuig. Zo kwam het tot een overgang naar militair-agrarische regimes, waarbij het gezag werd overgenomen door een elite van krijgers.
Tot in de 17e eeuw bleef er een strijd tussen stedelingen en pastorale nomaden, waarbij de beide gemeenschappen afwisselend het overwicht hadden, terwijl de grote meerderheid van de bevolking, de dorpelingen op het platteland, meestal het slachtoffer was. Het strijdtoneel lag aanvankelijk vooral in Mesopotamië, waarbij de resulterende wedloop het gebied een technologische voorsprong gaf op meer geïsoleerde gebieden als Egypte en China.Desondanks verspreidde de nieuwe technologie zich na verloop van tijd ook naar de randgebieden, een proces dat wel de Euraziatische uitwisseling wordt genoemd. Aangezien de enorme Euraziatische steppe centraal lag tussen de verschillende beschavingen, konden de nomaden een spilfunctie daarin vervullen.  
Egypte was lange tijd een stabiel land geweest door het relatief gemoedelijke karakter van de Nijl en de isolatie van andere landen en had het weinig behoefte aan contacten met de buitenwereld. Met de introductie van de strijdwagen wisten de Hyksos echter in de 17e eeuw v.Chr. de Sinaïwoestijn over te steken, waarna Egypte deel uit ging maken van het strijdgewoel in Mesopotamië.
De nomaden verkregen een belangrijk overwicht toen zij het bereden boogschieten onder de knie kregen. Op de vlaktes konden zij in groten getale paarden onderhouden, waar dat voor rijken die niet over grote grasvlaktes beschikten een kostbare zaak was. West-Europa met zijn bossen en Japan lagen grotendeels buiten deze invloedssfeer, maar in de rest van Eurazië maakte hen dit van de Val van Nineveh in 612 v.Chr. tot de verovering van China door de Mantsjoes in 1644 dusdanig machtig dat veel van de heersers hier nomadische afstammelingen waren. Voor het Chinese keizerrijk was de dreiging dusdanig dat de Chinese Muur gebouwd werd om de aanvallen te weerstaan, waar het niet altijd toe in staat was. India was kwetsbaar doordat het paard hier niet kon gedijen, zodat nomadische invallen moeilijk konden worden weerstaan en nomadische heersers verschillende malen een rijk konden stichten. 

## Vlucht uit schuldslavernij
Gedurende de late bronstijd in het oude Nabije Oosten was arbeid schaarser dan land en dit stimuleerde zoals vaker in de geschiedenis lijfeigenschap. Schuldslavernij kwam dan ook veelvuldig voor en ook hier werd dit op grote schaal ontvlucht. Op deze manier ontstond een groep die de banden met de gemeenschap verbroken had, de habiru. Deze naam duikt op in het hele Nabij Oosten en ook in de Amarna-brieven. Het was geen homogene etnische groep, maar een sociale groep.

## Neergang
De militaire revolutie maakte na meer dan twee millennia een einde aan de macht van de nomadenvolken. Met hun paarden, hun snelheid en de beschikbaarheid van elk mannelijk stamlid om als krijger te dienen, hadden zij lang een belangrijke machtsfactor kunnen spelen. De pastorale samenleving kon echter niet inspelen op het gebruik van kanonnen en ontbrak het aan de achterliggende financiële systemen die de stedelijke samenleving ontwikkeld had.

## Overlevering
De nomadische levensstijl en het veelal ontbreken van een schrift maken dat beschrijvingen van pastorale samenlevingen vooral afkomstig zijn van de stedelijke samenlevingen waarmee er interactie was. Dit maakt de beschrijvingen eenzijdig en veelal negatief. Zo werden de amorieten in documenten uit steden in het Oude Nabije Oosten vooral neergezet als roversbendes. De habiru werden afhankelijk van de bron en het tijdperk als weinig constructief en eerder als storende amok makende elementen in en rond de gevestigde samenleving benoemd, als nomaden of semi-nomaden, rebellen, vogelvrij verklaarden, roversbenden, huurlingen, dienstvolk of slaven, zich verplaatsende werklieden. Deels vindt dit zijn oorsprong in de gekleurde beschrijvingen van stadsbewoners. Anderzijds werden ze door de elite ook wel als nuttig beschouwd, vooral als huurlingen. Zo wist Idrimi met de hulp van de habiru koning te worden van Alalakh.